# Perry Rhodan – Operation Eastside
Perry Rhodan – Operation Eastside ist ein Globalstrategiespiel von Spellbound Entertainment aus dem Jahr 1998. Das Szenario des Spiels lehnt sich an den Inhalt der deutschen Science-Fiction-Romanreihe Perry Rhodan an. Der Spieler wählt aus verschiedenen Völkern der Serie seine Fraktion, mit der er ein Weltraumimperium zu errichten und gegen die Konkurrenten zu verteidigen versucht.

## Spielprinzip
Das Spielprinzip entspricht dem Genre der Globalstrategiespiele, ähnlich Master of Orion. Der Spieler entwickelt eine Kolonie auf einem Planeten, kann durch Nutzung der so gewonnenen Ressourcen eine Raumflotte aufbauen und so weitere Planeten kolonisieren oder gegnerische Kolonien erobern. Die Gegner verfolgen ähnliche Ziele, so dass es letztendlich irgendwann zu Konflikten um besiedelbare Planeten kommt. Der Sieg ist entweder durch die Besiedelung einer zuvor festgelegten Anzahl von Sonnensystemen oder durch Eliminierung aller Gegner möglich.
Der Spieler hat die Wahl zwischen sechs Rassen – Terraner (Menschen), Arkoniden, Aras, Akonen, Topsider und Springer – die aus den Heftromanen entlehnt sind. Dazu kommt die nicht spielbare Rasse der Blues. Jede Rasse besitzt bestimmte Vor- und Nachteile gegenüber anderen. Die Größe des Sternhaufens, in dem gespielt wird, lässt sich vor Spielbeginn festlegen. Dieser wird als dreidimensionale Sternenkarte dargestellt. Sterne besitzen eine Spektralklasse, deren Oberflächentemperatur und die daraus resultierenden Bedingungen der umlaufenden Planeten und Monde berücksichtigt werden. Sowohl Planeten als auch Monde außer Gasplaneten und Himmelskörpern ohne feste Oberfläche sind kolonisierbar.
Die wirtschaftliche Entwicklung der Kolonien wird durch das Bauen von Gebäuden vorangetrieben, welche bei allen Rassen identisch sind. Neben Wohn- und Versorgungsgebäuden für die Kolonisten werden Industrieanlagen sowie Raumhäfen und Werften benötigt. Jedes Gebäude kann beliebig oft gebaut werden, sofern ein passender Bauplatz, die notwendigen Ressourcen und freie Kolonisten vorhanden sind. Der Betrieb der Gebäude erfordert ebenfalls Ressourcen und Arbeitskräfte. Die Wirtschaftskreisläufe sind somit ineinander verzahnt und hängen von der Entwicklungsstufe der Gebäude ab. Zusätzlich beeinflussen die Umweltbedingungen des Siedlungsplaneten die wirtschaftliche Effizienz. Hohe Gravitation und vor allem zu hohe oder zu geringe Temperaturen führen je nach Schwierigkeitsgrad zu signifikant geringerer Produktion. Dementsprechend lassen sich Kolonien in zu großer oder zu geringer Entfernung zum Zentralstern eventuell gar nicht oder nur mit Gebäuden der höchsten Entwicklungsstufe entwickeln. Der Transport von Ressourcen und Kolonisten von einer Kolonie zur anderen ist ebenfalls möglich.
Auch die Forschung spielt eine wichtige Rolle. Dazu müssen bestimmte Gebäude errichtet und betrieben werden. In acht Kategorien sind unabhängig voneinander vier Stufen erforschbar. Hinzu kommt die Forschung nach einer Waffentechnologie gegen die Blues, sobald der Spieler mit diesen in Kampfhandlungen eingetreten ist. Durch das Erreichen einer neuen Technologiestufe stehen höherwertige Gebäude zur Verfügung oder bessere Raumschiffkomponenten.
Durch die Variation von vier Parametern kann der Spieler verschiedene Raumschifftypen erzeugen. Eine Ausstattung mit Spezialsystemen ist nicht möglich, allerdings kann jedes Raumschiff optional eine Landeeinheit zur Gründung einer neuen Kolonie erhalten. Die Gestaltung der Raumschiffe hängt von der jeweiligen Rasse ab, grundsätzlich können jedoch nur sechs Größenklassen gebaut werden.
Als weiteres Wirtschaftselement kann der Spieler mit den anderen spielbaren Rassen Handel betreiben. So können Ressourcen und technologische Fortschritte getauscht werden. Jeder Handel führt zu einer Verbesserung der Beziehung. Als weitere diplomatische Interaktion ist lediglich der Abschluss oder das Beenden von Allianzen beziehungsweise defensiven Abkommen möglich sowie eine Kriegserklärung oder die Bitte um Frieden.
Kämpfe werden mit Raumflotten von maximal 50 Schiffen auf einer zweidimensionalen, hexagonalen Karte rundenbasiert ausgetragen. Bei Angriffen auf Kolonien nimmt der entsprechende Himmelskörper den Platz eines Raumschiffes ein und kann, sofern planetare Waffen installiert wurden, auf die Angreifer feuern.
Die Spieldauer ist stark abhängig vom gewählten Schwierigkeitsgrad. Dies erklärt sich durch den zunehmenden Verwaltungsaufwand, da sowohl die Anzahl der Kolonien ansteigt als auch die Anzahl der Gebäude in jeder Kolonie. Diese Dauer lässt sich durch eine automatische Verwaltung der Planeten verkürzen. Ein geübter Spieler vermag jedoch die Entwicklung einer Kolonie bedeutend effizienter und schneller voranzutreiben als die automatische Verwaltung.

## Entwicklung
Der Spieler muss keinerlei Vorkenntnisse der Heftserie mitbringen und gewinnt durch solche auch keinen wesentlichen Informationsvorteil. Letztendlich wurden die spielbaren Rassen ihren gewünschten Eigenschaften nach so zusammengestellt, wie es gängigen Mustern entspricht. Die so erzeugten Rollen (aggressive Rasse, innovative Rasse, ausgeglichene Rasse, Händlerrasse) wurden dann mit passenden Begriffen aus der Heftserie gefüllt. Technische Begriffe aus gleicher Quelle wurden hier ohne Rücksicht auf deren eigentliche Bedeutung als Benennung für Gebäude oder Raumschiffkomponenten verwendet. Ähnliches gilt für Namen und Titel.
Der Soundtrack stammt von Christopher Franke, und wurde für den deutschen Markt dem Schutz der GEMA unterstellt. Das Spielprogramm beinhaltet in seiner ursprünglichen Version einen gravierenden Fehler, wodurch bei jeder Runde Speicherplatz reserviert, jedoch nicht wieder freigegeben wurde. Dadurch wurde der Rechner immer langsamer, bis es zum Absturz kam. Dies wurde durch einen Patch behoben.

## Rezeption
„Um dieses Spiel zu mögen, muß man zwar nicht unbedingt Perry-Rhodan-Fan sein – aber es hilft ungemein. […] Zwar ist Operation Eastside unterm Strich kaum mehr als eine Light-Version des Microprose-Klassikers Master of Orion 2. Aber wie heißt es so schön: Besser gut abgekupfert als schlecht selbst erfunden.“

„Ein Konkurrent für den Genrekönig ‚Masters of Orion 2‘ ist Operation Eastside wohl nicht, schon deshalb nicht, weil das Game bewußt zugunsten einer breiten Zielgruppe in vielen Punkten auf ein einfacheres und weniger raffiniertes Gameplay setzt. Nur ausgerechnet bei der Steuerung unterlagen die Programmierer manchmal der ‚deutschen Krankheit‘, alles etwas umständlicher als nötig zu machen. Aber man kann sich hineinfinden […] und wird dann auch mit neuen Spielelementen belohnt.“